# نوئمی سیمونتو د پورتلا
نوئمی سیمونتو د پورتلا (اسپانیایی: Noemí Simonetto de Portela‎; ۱ فوریهٔ ۱۹۲۶ – ۲۰ فوریهٔ ۲۰۱۱) دونده، و ورزشکار دو و میدانی اهل آرژانتین بود.